# Korrelation
Korrelation (eller "ko-relation", "sam-relation") er i statistik et mål for sammenhængsgraden mellem et sæt af to variable/målinger.

## Baggrund
Det teoretiske grundlag for korrelationsberegningen skyldes oprindelig den franske matematiker Auguste Bravais, der tilbage i 1840'erne udgav en række artikler, omhandlende anvendt matematik og statistik. Den praktiske anvendelse af korrelationsberegningen blev dog først påbegyndt omkring 1889 af Francis Galton (en fætter til Charles Darwin), som fik brug for korrelationsberegninger til at kunne sammenligne størrelsen af forskellige legemsdele på dyr og mennesker i forbindelse med studiet af evolutionsteoriens følgevirkninger. Galton baserede sine korrelationsberegninger på sin egen matematiske definition af en universel statistisk måleenhed, som han kaldte en standardafvigelse. Den engelske matematiker Karl Pearson videreførte Bravais' og Galton's arbejde og bidrog endeligt i 1896 til formlens nuværende udseende. Og det almindelige mål for korrelationen - den såkaldte "korrelationskoefficient" - blev herefter betegnet som Pearsons produkt-moment korrelation.

## Formål og betydning
En høj korrelation betyder, at det ene sæt af variable kan forudsiges fra det andet og omvendt, eller at begge variable i en vis udstrækning er et resultat af samme fælles årsag, eller at de rent semantisk evt. er kommet til at dele et fælles betydningsindhold. (Korrelation betyder således ikke nødvendigvis, at der er en direkte årsagssammenhæng mellem to variabler).
For eksempel er vægt og højde to variable hos mennesket, der i en vis udstrækning er afhængige af hinanden – højere personer er ofte tungere end lavere personer. Men afhængigheden er ikke perfekt. Personer med samme højde kan som bekendt godt have forskellig vægt. Ikke desto mindre er det i dette tilfælde tydeligt for enhver, at der i det mindste gennemsnitligt kan iagttages en vis relation mellem højde og vægt blandt mennesker. Størrelsen af denne relation beregnes ved hjælp af nedenstående matematiske formel og ender med et slutresultat, kaldet en korrelationskoefficient (eller "r", såfremt der er tale om en stikprøve), som varierer fra -1,00 til +1,00. Og jo nærmere r er til yderpunkterne +1,00 eller -1,00 desto større eller tættere er sammenhængen mellem de to variable.

## Korrelationskoefficienten
Korrelation måler styrken af sammenhængen mellem målte variabler, ved at evaluere deres adfærd. Med andre ord, det viser styrken af deres tendens til at ændres med hinanden. Korrelationskoefficienten, der er afbildet som r (i ligningen herunder), ligger i området fra -1 til 1, hvor en negativ værdi betyder at en variabel mindskes som den anden øges og en positiv værdi betyder at begge variabler bevæger sig i samme retning. Når r = 1, er korrelationen positiv og perfekt, med alle datapunkterne der ligger på en linje der har en positiv hældning, hvilket betyder at x og y stiger sammen. Når r = -1, er korrelationen negativ og perfekt, med alle datapunkterne der ligger på en linje, der har en negativ hældning, hvilket betyder at y falder når x øges. Som r bevæger sig tættere på 0, enten fra -1 eller +1, passer dataene mindre og mindre godt til en lineær model; som resultat, bliver forudsigelserne af værdien af en variabel ud fra en anden variabel, mindre og mindre pålidelige - Når det gælder korrelationen mellem højde og vægt hos mennesket, ses den ofte beregnet til r = +0,72 under forudsætning af, at man til brug for beregningen har fået målt højden og vægten hos et stort antal mennesker. Korrelationen kan (i dette tilfælde) således vise, hvor meget vægten afhænger af højden. – Desværre er korrelationskalaen fra -1,00 og til +1,00 ikke en lineær skala på samme måde som på et målebånd eller en lineal, men følger i stedet en kurvelineær cosinus-funktion. Der er med andre ord ikke samme afstand mellem fx to korrelationskoefficienter på henholdsvis r = +0,83 og +0,85 sammenlignet med afstanden mellem to andre korrelationskoefficienter, lydende på henholdsvis r = +0,33 og +0,35. Differencen er ganske vist begge steder 0,02 numerisk set. Men i førstnævnte tilfælde er værdien af dette interval (på dette sted af korrelationsskalaen) noget større end i sidstnævnte tilfælde, nemlig hele 71%.
En korrelationskoefficient som den anførte på +0,72 giver dog endnu mere mening, dersom tallet også opløftes i 2. potens. I så fald bliver resultatet 0,52. Denne talværdi kaldes koefficientens varians, hvilket betyder/afslører, at enten styres relationen mellem højde og vægt med højden som årsag til vægten for 52% vedkommende - eller også styres relationen mellem de to variable af den samme fælles årsag for ligeledes 52% vedkommende. For de resterende 48% vedkommende skyldes forholdet mellem højden og vægten således helt andre omstændigheder. Til sammenligning kan nævnes, at utallige undersøgelser har vist, at korrelationen vedrørende intelligenskvotienten hos enæggede tvillinger, adskilt fra fødslen og bortadopteret til hver sit sociokulturelle miljø at vokse op i, i gennemsnit findes at ligge så højt som r = +0,84. Opløftes dette tal i 2. potens, ses variansen at udgøre, at ca. 70% af intelligens-niveauet hos det enkelte menneske må anses for arveligt bestemt fra dets forældre, mens de resterende kun ca. 30% kan tilskrives miljøbetingede faktorer, herunder specielle uddannelsesvilkår, o.lign.

## Metode til beregning af korrelation
Formlen for den mest benyttede korrelationsberegning (Pearson’s produkt-moment korrelation) er baseret på brugen af almindelige metriske talskalaer, dvs. ratioskalaer og intervalskalaer. Både vægt og højde udmåles således altid på en ratioskala. Skulle man derimod ønske at korrelere en feberkurve med fx en kurve for blodsænkningstallet, vil det altid ske på en intervalskala. Feberkurven, der måles i Celsius grader, har nemlig lige så lidt som skalaen for blodsænkningstallet et såkaldt absolut nulpunkt, hvilket betyder, at beregninger via multiplikation og division reelt ikke giver nogen mening – kun addition og subtraktion vil matematisk set være mulig på intervalskalaer. Man kan dog i begge tilfælde være sikker på, at en vægt på 100 kg ligger nøjagtig midt imellem 90 kg og 110 kg. Ligesom 40o i feber ligger nøjagtig midt imellem 39o og 41o i feber.
Men ønsker man at måle korrelationen mellem fx en mulig samtidig forekomst af både angst og depression via et spørgeskema på et stort antal mennesker, og der her gives tre svarmuligheder: (1)Ja altid – (2)Sommetider – (3)Slet ikke, så kan man ikke regne med, at svaret (2)Sommetider ligger midt imellem yderpunkterne og i nøjagtig samme afstand fra (1)Ja altid og (3)Slet ikke. I dette tilfælde er der her anderledes tale om brugen af en såkaldt ordinalskala, også kaldet en rangordensskala. Formlen for korrelationsberegninger på en ordinalskala (Spearman’s rang korrelation) er som følge heraf også anderledes end for Pearson’s korrelation. Men alligevel ses ikke sjældent Pearson’s korrelation af nemheds grunde brugt også på ordinalskalaer, da det herved fremkomne fejlbehæftede resultat i praksis som oftest ikke ses at afvige ret meget i forhold til brugen af den korrekte beregningsmåde.

## Faktoranalyse
I forbindelse med gennemførelsen af store forskningsprojekter el.lign. med rigtig mange forskellige variable på én gang, foretager man ofte korrelationsberegninger parvis mellem alle de udmålte variable indbyrdes med henblik på at kunne reducere mængden af, hvad der under udregningerne måtte vise sig at være variable af mindre betydning. Til en sådan udrensning, der ofte vil kunne fremme hele overskueligheden i datamaterialet i betragtelig grad, anvendes en avanceret statistisk beregningsmetode, kaldet faktoranalyse. En faktoranalytisk behandling af et større datamateriale giver endvidere adgang til adskillige interessante oplysninger om datamaterialets indre struktur tillige med indikationer af mulige bagvedliggende (skjulte) funktionelle relationer mellem de fremkomne delstrukturer (faktorerne) og variablerne i datamaterialet. Til gennemførelse af en faktoranalytisk beregning kræves de krydstabulerede korrelationsudregninger stillet op i en to-dimensional korrelationsmatrice, som herefter vil kunne danne udgangspunktet for de videre beregninger til brug for tilvejebringelsen af data-materialets underliggende faktor-struktur (sker teoretisk via brugen af matrix-algebra - i praksis via en computer-kørsel efter forudgående indkodning af samtlige korrelationskoefficienter).

## Udregning af Pearsons produkt-moment korrelationskoefficient
Korrelationen mellem to tilfældige variable X og Y benævnes {\displaystyle {\mbox{r}}(X,Y)} og kan udregnes på flere måder, fx:
[1] : {\displaystyle {\mbox{r}}(X,Y)={\frac {{\mbox{cov}}(X,Y)}{\sqrt {{\mbox{var}}(X)\cdot {\mbox{var}}(Y)}}}={\frac {{\mbox{cov}}(X,Y)}{{\mbox{std}}(X)\cdot {\mbox{std}}(Y)}}}
hvor {\displaystyle {\mbox{cov}}} angiver kovariansen, {\displaystyle {\mbox{var}}} angiver variansen og {\displaystyle {\mbox{std}}} angiver standardafvigelsen. Det bemærkes, at {\displaystyle {\sqrt {{\mbox{var}}(X)}}={\mbox{std}}(X)}.

Hvis den empiriske korrelation ønskes udregnet direkte fra et datasæt, kan denne formel benyttes:
[2] : {\displaystyle {\mbox{r}}(X,Y)={\frac {\sum x_{i}y_{i}-n{\bar {x}}{\bar {y}}}{(n-1)s_{x}s_{y}}}={\frac {n\sum x_{i}y_{i}-\sum x_{i}\sum y_{i}}{{\sqrt {n\sum x_{i}^{2}-(\sum x_{i})^{2}}}~{\sqrt {n\sum y_{i}^{2}-(\sum y_{i})^{2}}}}}}

## Udregning af Spearmans rang korrelationskoefficient
{\displaystyle {\mbox{r}}(X,Y)=1-{\frac {6\sum d_{i}^{2}}{n(n^{2}-1)}}} eller mere korrekt : {\displaystyle \rho =1-{\frac {6\sum d_{i}^{2}}{n(n^{2}-1)}}}
hvor {\displaystyle d_{i}=x_{i}-y_{i}}, er forskellen mellem rangordens-værdierne.

Forklaringer
Spearmans rang korrelationskoefficient ses ofte beskrevet som værende "non-parametrisk". Dvs. at den nøjagtige spredningsfordeling for de indsamlede data her kan håndteres uden yderligere beregning af parametre vedrørende den fælles sandsynlighedsfordeling af X og Y.
Ofte bruger statistikere og andre bogstavet r for en korrelation udregnet med et givent datasæt som stikprøve, og det græske bogstav rho {\displaystyle \rho } til via en korrektion i formlen at angive en hel populations korrelation.
Til brug for en mere oversigtsgivende fremstilling (grafisk) af de variabelværdier, der indgår i en simpel korrelationsberegning, bruger man hyppigt et såkaldt scatterdiagram (se fig.). Illustrationen gengiver her fire eksempler på, hvordan 11 fiktive observationer teoretisk ville kunne placere sig i et scatterdiagram - og til trods for deres særprægede mønster, alligevel give samme resultat: r = 0,81. Såfremt alle scatterplots lå på den skrå rette linje, ville korrelationen være perfekt med r = +1,00. (Det begrænsede antal af observationer er i en statistisk sammenhæng dog alt for lille til at kunne drage nogen som helst pålidelige konklusioner af).